# Commission syndicale consultative auprès de l'OCDE
La Commission syndicale consultative auprès de l'OCDE (CSC) (Trade Union Advisory Committee to the OECD (TUAC)) est une organisation internationale de coordination entre les syndicats ayant le statut consultatif auprès de l'Organisation de coopération et de développement économiques (OCDE). Elle assure aussi l'interface entre ses membres et l'OCDE. En plus des 56 centrales nationales affiliées, venant des pays membres de l'OCDE, la CSC travaillent aussi avec la Confédération syndicale internationale et avec les Fédérations syndicales internationales.